# Приграничная зона «Завеса»
Приграничная зона «Завеса» (План «Завеса», «Караванная война») — комплекс мероприятий, предпринятых советскими войсками по блокированию пакистано-афганской и ирано-афганской границы в годы Афганской войны.

## История создания приграничной зоны

### Ситуация к 1984 году
К началу 1984 года руководство ВС СССР осознаёт острую необходимость в блокировании караванных путей, по которым отрядам вооружённой оппозиции из Пакистана перебрасывались вооружение, боеприпасы, продовольствие и людские резервы.
До 1984 года постоянными рейдами по местам скопления противника и ликвидацией складов вооружения противника занималось небольшое количество советских войск, размещённых в восточных и юго-восточных провинциях, в состав которых входили:
- 70-я отдельная гвардейская мотострелковая бригада — провинции Кандагар и Гильменд;
- 56-я отдельная гвардейская десантно-штурмовая бригада — провинции Пактия и Логар;
- 66-я отдельная мотострелковая бригада — провинции Нангархар и Кунар;
- 191-й отдельный мотострелковый полк — провинция Газни;
- 860-й отдельный мотострелковый полк — провинция Бадахшан. Перекрывал выход из Ваханского коридора.

Данные формирования дислоцировались на относительно небольшом удалении от границы и своими подразделениями, рассредоточенными сторожевыми заставами по главным дорогам, незначительно сковывали возможности противника по транспортировке грузов. 
Требовалось наличие достаточного количества формирований, которые должны были заняться поиском и уничтожением караванов. Советские войска нуждались в переходе от пассивного охранения основных дорог к активному поиску караванов по всем возможным путям их следования.
В феврале 1984 года руководством ВС СССР принимается решение о принятии плана по созданию приграничной зоны «Завеса» — главной задачей которой будет являться блокирование большинства караванных дорог, по которым шло снабжение моджахедов из Пакистана. Позже было принято решение расширить сферу контроля и на западном направлении — ликвидировать снабжение противника из Ирана. Данный комплекс мероприятий в мемуарах многих военных и в трудах военных историков часто упоминается под термином «Караванная война». Оперативная группа на командном пункте 40-й армии, по координации и организации борьбы с караванами получила одноимённое название «Завеса».
Началом осуществления плана стала передислокация в марте 1984 года в восточные провинции двух отрядов специального назначения сформированных в 1980, которые находились в составе ОКСВА с октября 1981 года.

Данными отрядами (сводные батальоны) были:
- 154-й отдельный отряд специального назначения  (в/ч 35651) — сформирован на базе 15-й бригады в г. Чирчик УзССР. Передислоцирован из г. Айбак провинции Саманган в Джелалабад провинции Нангархар.
- 177-й отдельный отряд специального назначения (в/ч 43151) — сформирован на базе 22-й бригады в г. Капчагай КазССР. Передислоцирован из г. Гульбахор провинции Парван в г. Газни одноимённой провинции.

Отдельно из СССР был переброшен 173-й отдельный отряд специального назначения (в/ч 96044). Он был сформирован 29 февраля 1980 года на базе 12-й отдельной бригады специального назначения, в г. Лагодехи Грузинской ССР, ЗакВО. Данный отряд первоначально формировался по подобию мусульманских батальонов, и должен был вводиться в Афганистан в 1980 году. Однако был введён только 10 февраля 1984 года. К 14 февраля 173-й отряд прибыл на место постоянной дислокации в г. Кандагар одноимённой южной провинции.
Сразу после передислокации все три отряда были задействованы в перехвате караванов.
Перехват караванов осуществлялся двумя методами:
1. В дневное время — высадка с вертолётов досмотровых групп, которые проверяли на наличие оружия и боеприпасов караваны на дорогах.
2. В тёмное время суток — организация засад на караванных тропах.

Отдельно от 154-го, 173-го и 177-го отрядов действовала 459-я отдельная рота специального назначения (или в/ч 44633), сформированная на базе 15-й бригады, которая дислоцировалась в Кабуле с февраля 1980 года.
Для установки сигнальной телеметрической аппаратуры, которая помогала выявить продвижение караванов на удалённых горных маршрутах, от 40-й армии привлекалась 897-я отдельная рота разведки специальной аппаратурой (в/ч 41377). 
В качестве специальной аппаратуры использовался прибор, представляющий собой сейсмоакустический датчик со встроенным радиопередатчиком типа «Реалия-У» 1К18. По обнаруженным специальной аппаратурой целям осуществлялся налёт артиллерией или авиацией, после чего производился осмотр местности досмотровой группой, отправленной на вертолётах.

### Реформирование войсковой разведки

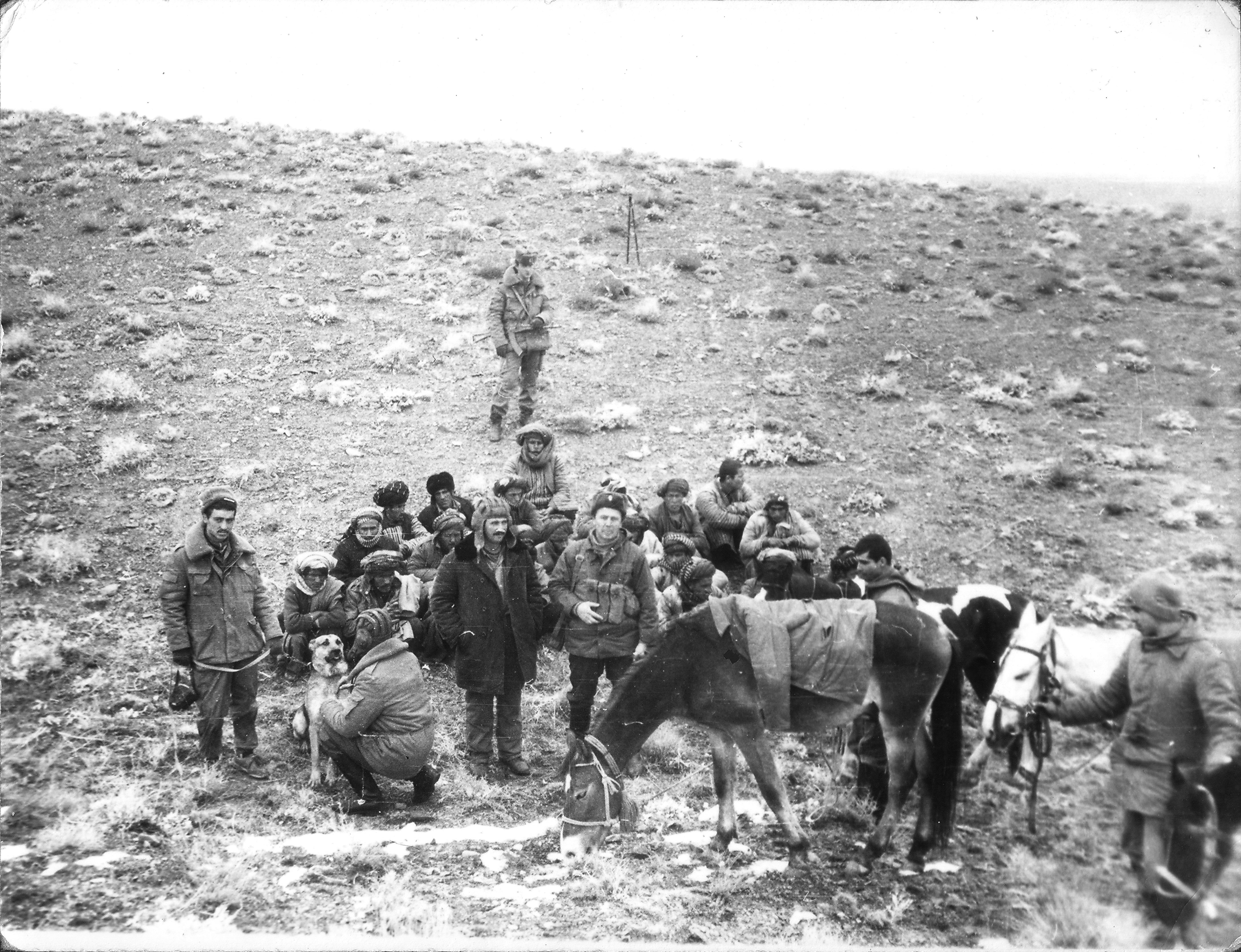
Военнослужащие мотострелкового подразделения задержали караван для проверки.
1986 год

11 ноября 1984 года издаётся директива Генштаба ВС СССР, по которой произошло реформирование разведывательных подразделений в 40-й Армии.
Согласно директиве в каждом мотострелковом, парашютно-десантном, десантно-штурмовом и танковом батальоне 40-й армии были созданы разведывательные взводы. В итоге количество разведывательных взводов в 40-й армии достигло 146 единиц (включая полковые разведывательные роты и отдельные разведывательные батальоны дивизий).
В общем количестве к декабрю 1984 года в осуществлении плана «Завеса» было задействовано 11 рейдовых мотострелковых батальонов. При этом основная нагрузка по организации засад приходилась на 3 отдельных разведывательных батальона мотострелковых дивизий (650-й, 781-й и 783-й), 4 отдельных отряда специального назначения (в сентябре 1984 года добавится 668-й отряд), 1 отдельную роту специального назначения, 20 разведывательных рот из состава бригад и полков и 73 разведывательных взвода из состава линейных батальонов, то есть 33 расчетных батальона. Указанные подразделения могли выставить одновременно 180 засад. С учётом ротации, отдыха и подготовки частей, а также возможностей авиации 40-й армии каждый день выставлялось не более 30-40 засад.

### Увеличение численности спецназа

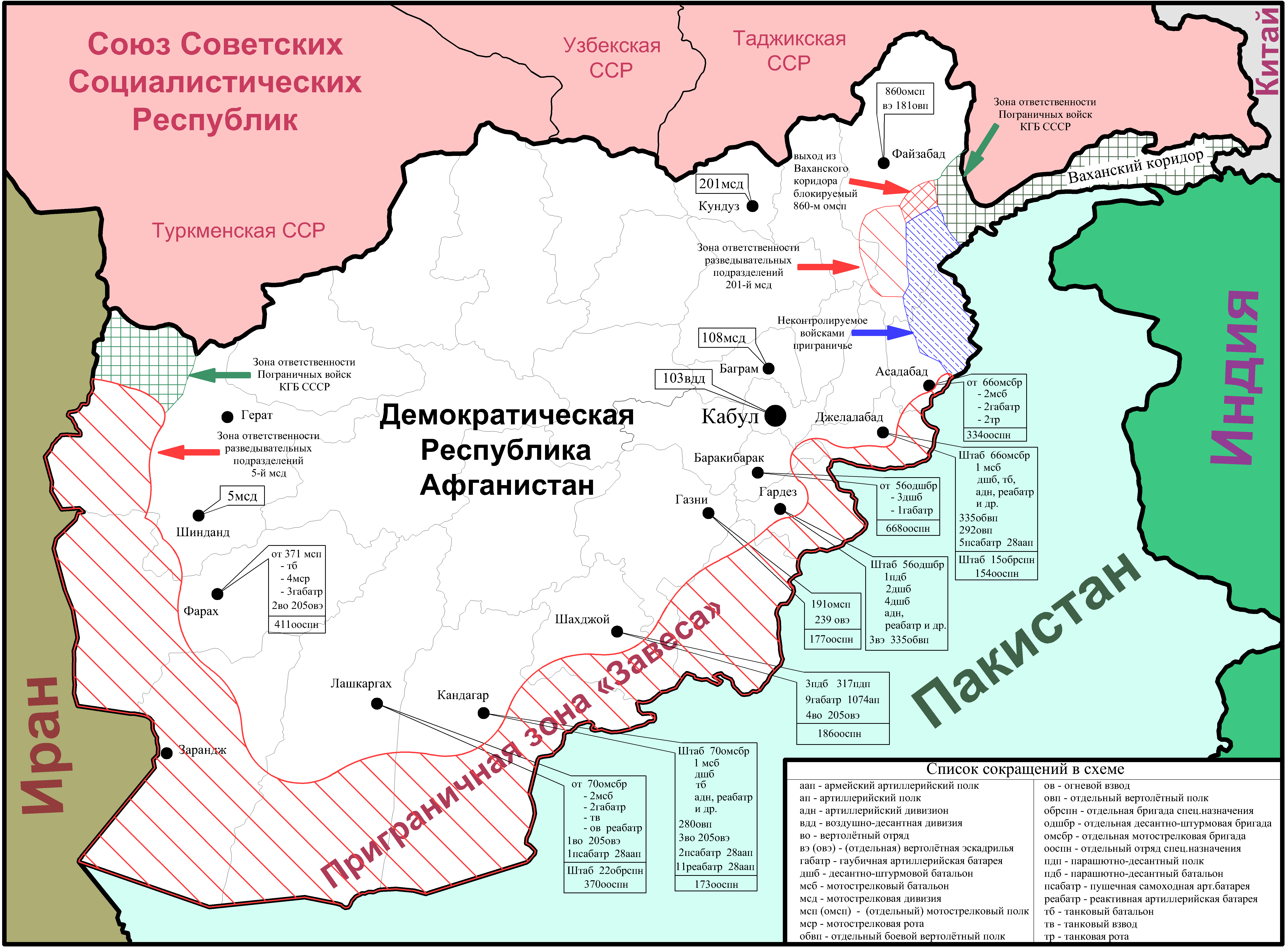
Состав войск и дислокация формирований специального назначения, участвовавших в создании приграничной зоны «Завеса», на конец 1986 года

К середине 1984 года становится ясным что усилий, предпринимаемых 3 отрядами и 1 ротой специального назначения, недостаточно для кардинального изменения ситуации. Требовалось наличие большего количества подразделений специального назначения. Кроме караванов, следующих из Пакистана, требовался контроль за приграничными районами с Ираном.
В связи с этим с июня 1984 года принимается решение о планомерном формировании дополнительно ещё 5 отрядов специального назначения по структуре соответствовавших находившимся в Афганистане:
- 668-й отдельный отряд специального назначения (в/ч 44653) — сформирован 21 августа 1984 года на базе 9-й отдельной бригады специального назначения, в г.Кировоград Украинской ССР, КВО. Передислоцирован в сентябре 1984 года в г. Баграм провинции Парван. К 4 марта 1985 года отряд был передислоцирован в н.п. Суфла под г. Бараки в провинции Логар[7].
- 334-й отдельный отряд специального назначения (в/ч 83506) — сформирован 13 января 1985 года на базе 5-й бригады, в г.Марьина Горка Минской области Белорусской ССР, БВО. Передислоцирован 14 марта 1985 года в г. Асадабад провинции Кунар[12].
- 370-й отдельный отряд специального назначения (в/ч 83428) — сформирован 13 января 1985 года на базе 16-й бригады, в пгт Чучково Рязанской области РСФСР, МВО. Передислоцирован 21 марта 1985 года в г. Лашкаргах провинции Гильменд.
- 186-й отдельный отряд специального назначения (в/ч 54783) — сформирован 15 февраля 1985 года на базе 8-й бригады, в г. Изяслав Украинской ССР, ПрикВО. Передислоцирован 30 апреля 1985 года в г. Шахджой провинции Забуль.
- 411-й отдельный отряд специального назначения (в/ч 41527) — сформирован последним непосредственно на территории Афганистана в период с 19 ноября по 17 декабря 1985 года, в г. Шинданд из военнослужащих 22-й бригады и 5-й гвардейской мотострелковой дивизии. Передислоцирован 25 декабря 1985 года в г. Фарах провинции Фарахруд.

Для координации действий, управления и решения вопросов снабжения 8 отрядов требовалось разделить их по соединениям и создать управления соединений, в связи с чем в марте 1985 года в Афганистан были введены управления (штабы и службы бригад) 15-й и 22-й отдельных бригад специального назначения из ТуркВО и САВО соответственно. К каждому управлению бригады были присоединены вновь сформированные подразделения тылового обеспечения и отряд специальной радиосвязи.
Все 8 отрядов были подчиненены 15-й и 22-й бригадам и для конфиденциальности им были присвоены условные обозначения отдельный мотострелковый батальон и порядковый номер по дате ввода в Афганистан:
- 15-я отдельная бригада специального назначения
  - 154-й отряд — 1-й отдельный мотострелковый батальон;
  - 177-й отряд — 2-й;
  - 668-й отряд — 4-й;
  - 334-й отряд — 5-й.
- 22-я отдельная бригада специального назначения[8]
  - 173-й отряд — 3-й;
  - 370-й отряд — 6-й;
  - 186-й отряд — 7-й;
  - 411-й отряд — 8-й.

6 отрядов действовали в приграничье с Пакистаном. 370-му отряду была назначена широкая зона ответственности, включающая западную часть провинции Кандагар и малонаселённые провинции Гильменд и Нимроз. Последняя граничит как с Пакистаном, так и Ираном.
411-му отряду была назначена зона ответственности в полупустынном приграничье с Ираном, в провинции Фарах. Приграничные районы северо-западной провинции Герат, также граничившей с Ираном и находившейся севернее зоны ответственности (провинции Фарах), являлись зоной ответственности разведывательных подразделений 5-й гвардейской мотострелковой дивизии.
Аналогично приграничные участки северо-восточной провинции Бадахшан, находившиеся севернее зоны ответственности 334-го отряда, являлись зоной ответственности разведывательных подразделений 201-й мотострелковой дивизии.
В итоге к концу 1985 года практически все приграничные провинции с Ираном и Пакистаном были разделены по зонам ответственности между подразделениями специального назначения и разведывательными подразделениями 40-й Армии. Исключения составили небольшие участки приграничья, которые невозможно было контролировать из-за удалённости и сложности горного рельефа. К примеру округ Хост провинции Пактия или Ваханский коридор в провинции Бадахшан.
Численность бригад составляла почти 2500 человек. На 15 мая 1988 года (на начало вывода войск) в личном составе 15-й бригады числилось 2482 человека. Из них 302 офицера и 147 прапорщиков.
Непосредственно в самих отдельных отрядах по штату было 538 человек личного состава, из которых 340 человек числилось непосредственно в 4 разведывательных ротах и участвовало в рейдах и засадах. Общая штатная численность военнослужащих спецназа, имевших соответствующую подготовку и участвовавших в осуществлении плана «Завеса» в 15-й и 22-й бригад, а также 459-й отдельной роты единовременно достигала 2800 человек.

### Поддержка авиации

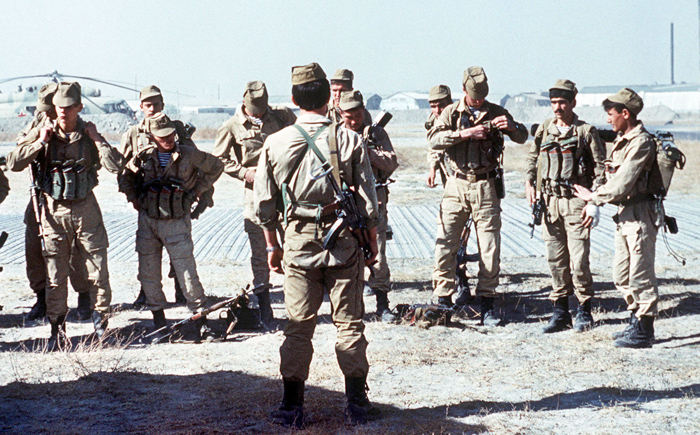
Военнослужащие подразделения специального назначения готовятся к вылету на вертолётах в досмотровой группе.
1988 год

Обе созданные бригады получили авиационную поддержку от ВВС 40-й Армии в виде прикреплённых вертолётных полков и вертолётных эскадрилий, осуществлявших переброску подразделений специального назначения и их огневую поддержку при столкновении с противником.

За 15-й бригадой была закреплена:
- 239-я отдельная вертолётная авиаэскадрилья — Ми-24 (16 ед.) Ми-8 (16 ед.) с дислокацией в Газни.

За 22-й бригадой была закреплена:
- 205-я отдельная вертолётная авиаэскадрилья — Ми-24(16 ед.) Ми-8 (16 ед.) с дислокацией в Лашкаргах

За 459-й отдельной ротой специального назначения была закреплена вертолётная эскадрилья от 50-го смешанного авиационного полка с дислокацией в Кабуле.
Также оказывали содействие 15-й и 22-й бригадам:
- 280-й отдельный вертолётный полк — Ми-6 (12 ед.) Ми-24(22 ед.) Ми-8 (23 ед.) дислоцированный в Кандагаре и находившийся в подчинении 70-й мотострелковой бригады.
- 292-й Краснознамённый отдельный вертолётный полк — Ми-6 Ми-24 Ми-8 (Кундуз — Джелалабад — в подчинении 66-й мотострелковой бригады)
- 335-й отдельный боевой вертолётный полк — Ми-24 (24 ед.) Ми-8 (24 ед.) (Джелалабад — Газни — Гардез — в подчинении 56-й десантно-штурмовой бригады)

### Особенности дислокации отрядов
Для того чтобы отряды специального назначения могли полностью сконцентрировать свои усилия исключительно на борьбе с караванами противника, требовалось переложить все функции по охранению дислокации отрядов на другие линейные формирования. В связи с этим все вновь прибывшие отряды были дислоцированы в небольшие гарнизоны, образованные мотострелковыми, парашютно-десантными и десантно-штурмовыми батальонами, которым были приданы для усиления артиллерийские и танковые подразделения. 

Примером подобных дислокаций являются:
- В гарнизоне г. Шахджой провинции Забуль, в который вошёл 186-й отряд 22-й бригады, были дислоцированы из боевых подразделений: 3-й парашютно-десантный батальон 317-го парашютно-десантного полка 103-й гвардейской воздушно-десантной дивизии и 9-я гаубичная артиллерийская батарея 1074-го артиллерийского полка 108-й мотострелковой дивизии[16].
- В гарнизоне г. Асадабад провинции Кунар, в который вошёл 334-й отряд 15-й бригады, были дислоцированы из боевых подразделений: 2-й мотострелковый батальон, 2-я гаубичная артиллерийская батарея и 2-я танковая рота 66-й отдельной мотострелковой бригады[7].
- В гарнизоне г. Лашкаргах провинции Гильменд, в который вошёл 370-й отряд, были дислоцированы из боевых подразделений (на апрель 1985 года): 2-й мотострелковый батальон, танковый взвод и гаубичная артиллерийская батарея от 70-й отдельной гвардейской мотострелковой бригады и 1-я пушечная самоходная артиллерийская батарея от 28-го армейского артиллерийского полка[8][13][17]

## Боевая деятельность спецназа
В марте 1985 года с окончанием передислокации управлений 15-й и 22-й бригад план создания приграничной зоны «Завеса» вступил в решающую фазу.

### Основные задачи
Задачами поставленными перед отрядами специального назначения стали:
- разведка местности и доразведка данных полученных от агентуры;
- уничтожение формирований мятежников и караванов;
- поиск и уничтожение баз подготовки моджахедов и складов боеприпасов и вооружения;
- захват пленных;
- осуществление разведки караванных маршрутов с вертолётов и досмотр караванов;
- минирование караванных путей и установка на них разведывательно-сигнализационной аппаратуры;
- организация засад на караванных путях.

### Результативность
По оценкам руководства 40-й армии, в период с марта 1984 года по май 1988 года, результатом деятельности военнослужащих подразделений специального назначения стало:
- уничтожение 17 000 моджахедов;
- захват и уничтожение 990 караванов с оружием и боеприпасами;
- обнаружение и уничтожение 332 складов с оружием и боеприпасами;
- захват 825 пленных.

По мнению военных экспертов, в ходе реализации плана приграничной зоны «Завеса» удавалось перехватывать только 12-15 % от общего количества караванов.

### Потери
Общие потери среди военнослужащих подразделений специального назначения за 9 лет Афганской войны составили 725 человек. Из этого количества в период создания приграничной полосы «Завеса» с марта 1984 по конец апреля 1988 года погибло в общей сложности 580 военнослужащих:
- 15-я обрспн — 355 убито и 10 человек пропало без вести;
- 22-я обрспн — 199 человек и 1 человек пропал без вести[8];
- 459-я отдельная рота специального назначения — 16 человек.

Большие потери в подразделениях специального назначения происходили из-за неправильной оценки ситуации, а также невыполнения пунктов Боевого устава и служебных инструкций. Наибольшую известность получили следующие инциденты:
- Гибель Мараварской роты — гибель трети (29 из 85) личного состава 1-й роты 334-го отряда, произошедшее в результате череды грубых ошибок командования батальона в планировании и осуществлении рейда.
- Гибель разведывательной группы Каспий-724 — гибель 75 % (12 из 16) личного состава 4-й группы 2-й роты 186-го отряда в результате нарушения служебных инструкций командиром группы при проведении засады.

### Окончание плана «Завеса»
В связи с выводом советских войск, объявленных Горбачёвым М. С., к концу апреля 1988 года был произведён поэтапный отвод подразделений, выполнявших сторожевое охранение на приграничных участках к крупным гарнизонам. К 15-18 мая 1988 года все формирования в юго-западных, южных, юго-восточных и восточных приграничных провинциях Афганистана, участвовавшие в приграничной зоне «Завеса», покинули места дислокации и были выведены на территорию СССР, за исключением 177-го и 668-го отряда 15-й бригады, которые до окончания полного вывода войск к 15 февраля 1989 года оставались в Кабуле.

## Критика действий спецназа
Существует критическое мнение ветерана воздушно-десантных войск о действиях спецназа ГРУ, который является участником Афганской войны:

 О «тайных операциях» спецназа, его полётах на вертолётах знали все «духи» в округе, что никак не способствовало решению специальных задач. Полёты «вслепую» в зоне ответственности без агентурного сопровождения задач не приносили результатов. Увидят «спецы» на маршруте полёта трактор на тропке, «бурубухайку» — налетят, досмотрят, порвут электрооборудование и улетят. Ни системной разведывательной работы, ни организации добывания данных о противнике — все на авось. При этом спецназ нес потери, несоизмеримые с результатами боевой деятельности. В работе специальной разведки должна всегда присутствовать изящность, творчество, мысль, нестандартные решения. Если бы так воевали мы, разведчики 103-й гвардейской воздушно-десантной дивизии, то комдивы Рябченко и Слюсарь закопали бы нас живыми. И поделом. Признаться, до тошноты насмотрелся я на бездарную работу «спецов», которая вызывала недоумение и разочарование. 1988 год, афганская война подходила к завершению, но они так и не научились быть подразделением специального назначения, от чего несли большие неоправданные потери. Отсутствие профессионализма офицерского состава, содержательной работы с изюминкой (они же были приписаны к спецназу), неспособность мыслить творчески, делало деятельность «спецов» малопродуктивной. Выпускники Киевского ВОКУ не смогли быть убедительными для боевых отрядов моджахедов.

Мне в спецназе все же нравился один очень важный момент — самостоятельность командира отряда (батальона) в принятии решений. Нам, комбатам ВДВ, самостоятельности как раз всегда и не хватало — над нами всегда довлела куча начальников и командиров. Казалось бы, есть все козыри для эффективной работы на результат, однако — нет. Вылазки «спецов» сопровождались большими потерями в личном составе, а «лихое» переодевание в афганскую форму для проведения налёта на моджахедов приводило к гибели солдат без результатов операции. Командованию специальных операций не приходила в голову мысль — без агентурного сопровождения спецназ — лёгкая добыча для боевиков сопротивления, имеющих огромный опыт ведения партизанской войны. — Валерий Марченко «Афган. Разведка ВДВ в действии»
Среди офицеров ВДВ низкой считали не только подготовку военнослужащих спецназа, но и качество разведывательной информации, поставляемой им по агентурным источникам, что подтверждали сами офицеры спецназа.
Из воспоминаний заместителя командира 7-й роты 317-го парашютно-десантного полка Владимира Бурмистрова: 

…На окраине Калата располагалась резидентура Главного Разведывательного Управления Генерального штаба Вооруженных сил СССР, поставлявшая информацию батальону спецназа ГРУ, находившемуся в Шахджое. По словам офицеров батальона, информация, поступавшая из Калата, почти никогда не подтверждалась и результатов не приносила…— Валерий Марченко «Афган. Разведка ВДВ в действии»
Данное мнение озвучено Валерием Марченко, дважды кавалером ордена Красной Звезды и ордена Красного Знамени Республики Афганистан, отслужившим в Афганистане 4 года на разных командных должностях в 103-й гвардейской воздушно-десантной дивизии.